# یان خوسنس
یان خوسنس (انگلیسی: Jan Goessens؛ زادهٔ ۲۰ اکتبر ۱۹۶۲) دوچرخه‌سوار اهل بلژیک است.